# Magnesi levulinat
Magnesi levulinat là một muối magie của axit levulinic, là một chất bổ sung khoáng chất.